# میبل چیانگ
میبل چیانگ (انگلیسی: Mabel Cheung؛ زادهٔ ۱۷ نوامبر ۱۹۵۰) کارگردان فیلم و بازیگر اهل چین است. وی دانش‌آموختهٔ دانشگاه نیویورک بود.
از فیلم‌ها یا مجموعه‌های تلویزیونی که وی در آن‌ها نقش داشته‌است، می‌توان به خواهران سونگ، ردپای یک اژدها و اژدهای دوقلو اشاره نمود.
همچنین برندهٔ جوایزی همچون جایزه فیلم هنگ کنگ شده‌است.